# Gångaren 11

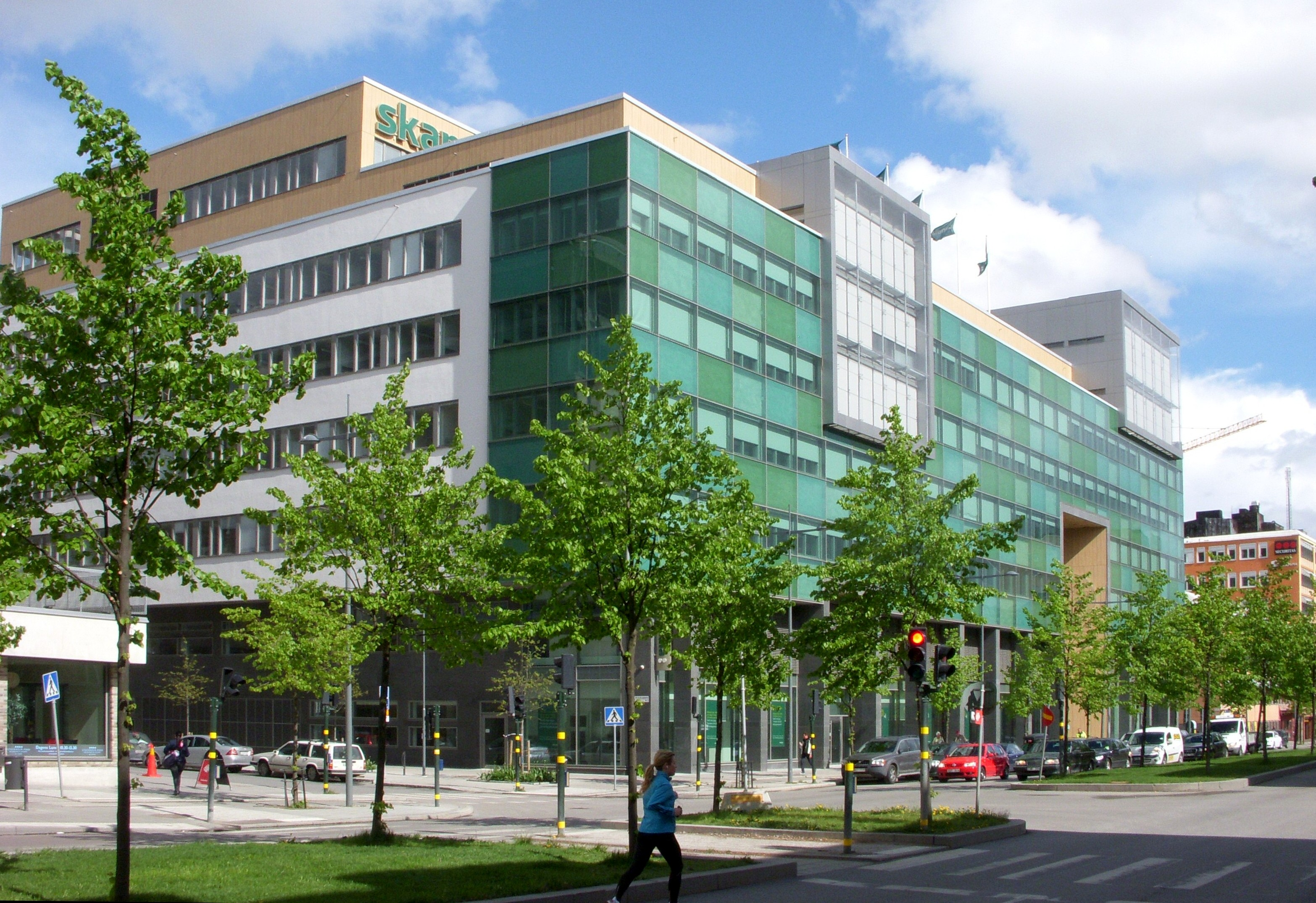
Gångaren 11 "Skandiahuset" i maj 2011.

Gångaren 11 (även Skandiahuset) är ett kontorshus i kvarteret Gångaren vid Lindhagensgatan 86-88 i stadsdelen Stadshagen på Kungsholmen i Stockholm. Byggnaden uppfördes 2010 och färdigställdes 2011 med Skanska som byggherre och entreprenör efter ritningar av Brunnberg & Forshed arkitektkontor. Största hyresgäst är försäkringsbolaget Skandia som flyttade hit sitt huvudkontor från Thulehuset, varför huset även kallas “Skandiahuset”. Byggnaden har nominerats som en av fem finalister för Årets Stockholmsbyggnad 2011.

## Bakgrund
Gångaren 11 ingår som en del av utbyggnaden av nordvästra Kungsholmen, där Stockholms stadsbyggnadskontor under en lång tid planerat för att omvandla ett sterilt industriområde till en levande stadsdel med bostäder, kontor, butiker och olika verksamheter. Lindhagensgatan med sin nyplanterade trädallé var början av projektet. Vid Lindhagensgatans avslutning mot Ulvsundasjön uppförs under åren 2006 till 2012 Hornsbergs strand, en ny stadsdel med 1200 sjönära bostäder och inom projektet Lindhagen skapas ytterligare bostäder och nya arbetsplatser mellan Stadshagen och Kristineberg.

## Byggnad
Området var tidigare bebyggt med kontor och verksamhetslokaler i 1-7 våningar samt garage under mark. Enligt en ny detaljplan från 2007 gavs möjlighet att uppföra ett kontorshus i sju våningar och indragen takvåning mot Lindhagensgatan samt ett bostadshus i totalt 17 våningar (ovan mark) i den inre delen av kvarteret.
Skandiahuset täcker ett helt kvarter. Stommen består av en kombination av stål och betongelement. Mot Lindhagensgatan har byggnaden en dubbelskalsfasad, där den egentliga fasaden ligger bakom en glasfront av fasadglas. Fasadglaset är transparent och har ett grönskimrande screentryck med textila mönster. Konstruktionen skall förbättra solavskärmningen, minska energiförbrukningen och ge ett bättre inomhusklimat. Större kvadratiska och rektangulära fasadytor ger byggnaden variation. Huvudentrén från Lindhagensgatan markeras av en flera våningar hög “portal”. Längs sidogatorna har byggnaden en sockelvåning av natursten och den övriga fasaden är i huvudsak putsad med fönsterband. Mot gården är fasaderna utformade som putsfasader med inslag av större glasade delar. Entréplanet är gestaltad som en publik våning med mötesrum, café och servering samt organiserad som en stad med gränder, kvarter och ett centralt placerat dagsljusbelyst torg. Byggnaden är klassificerad som ”Green Building”.

## Bilder

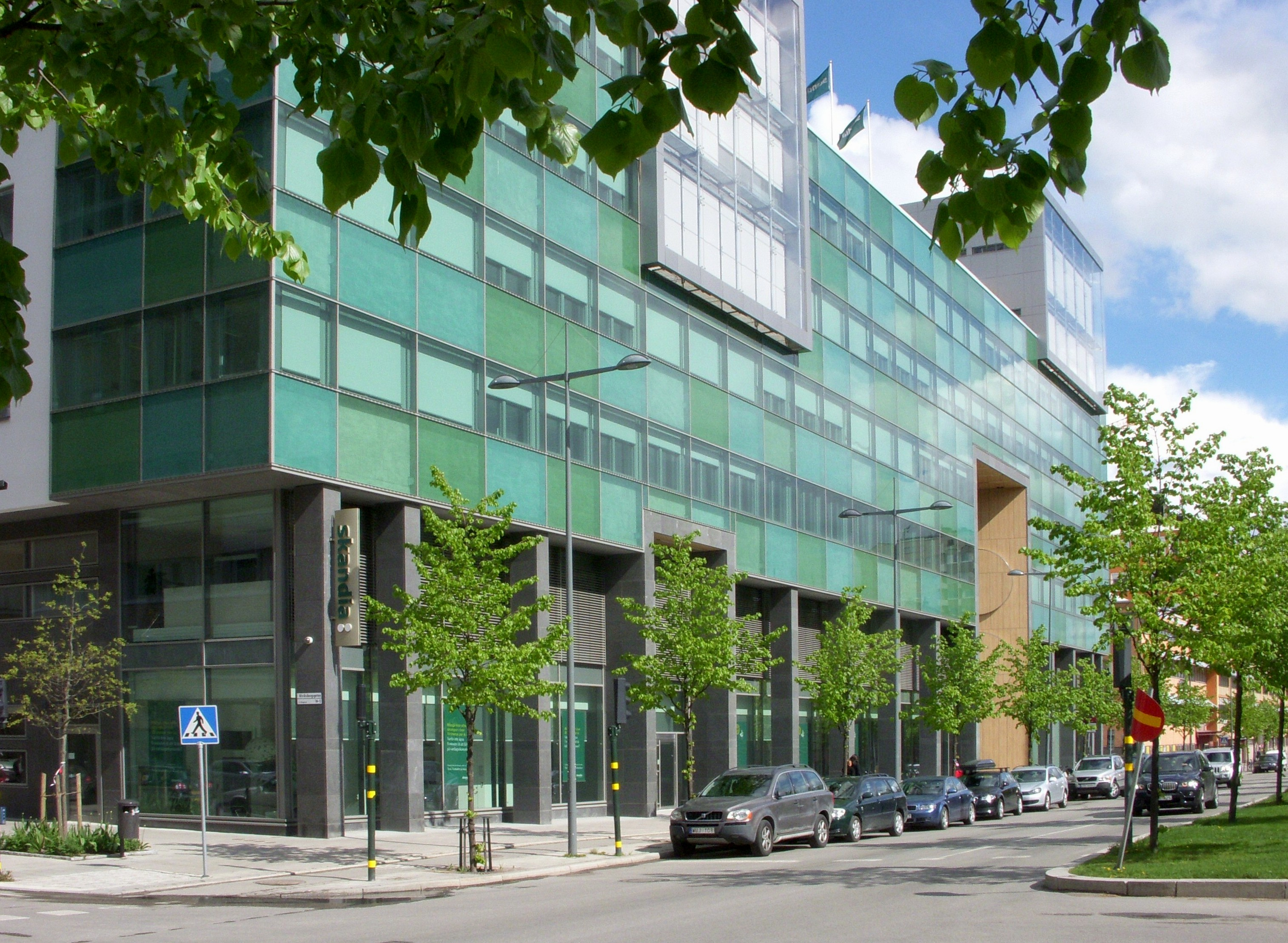
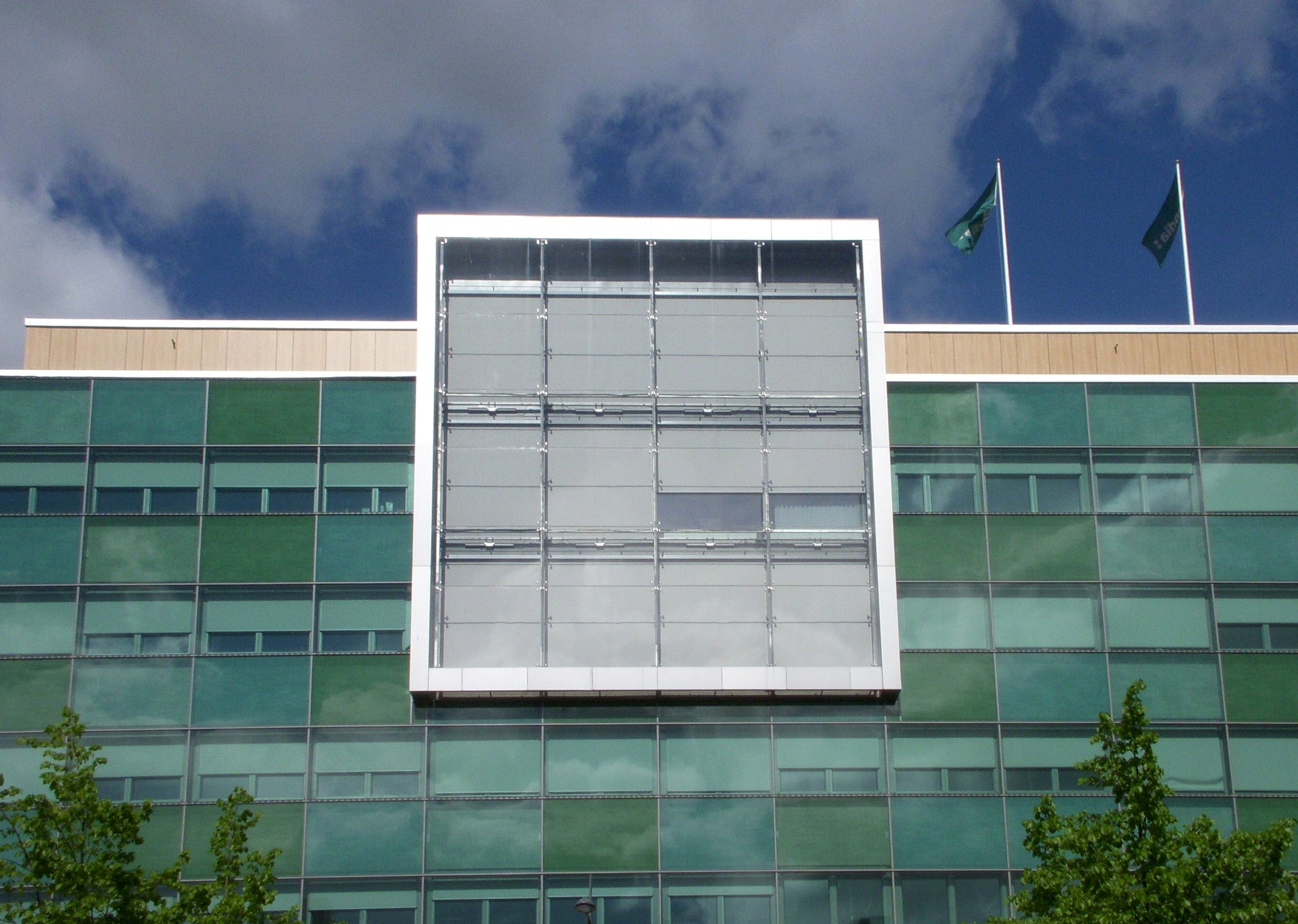
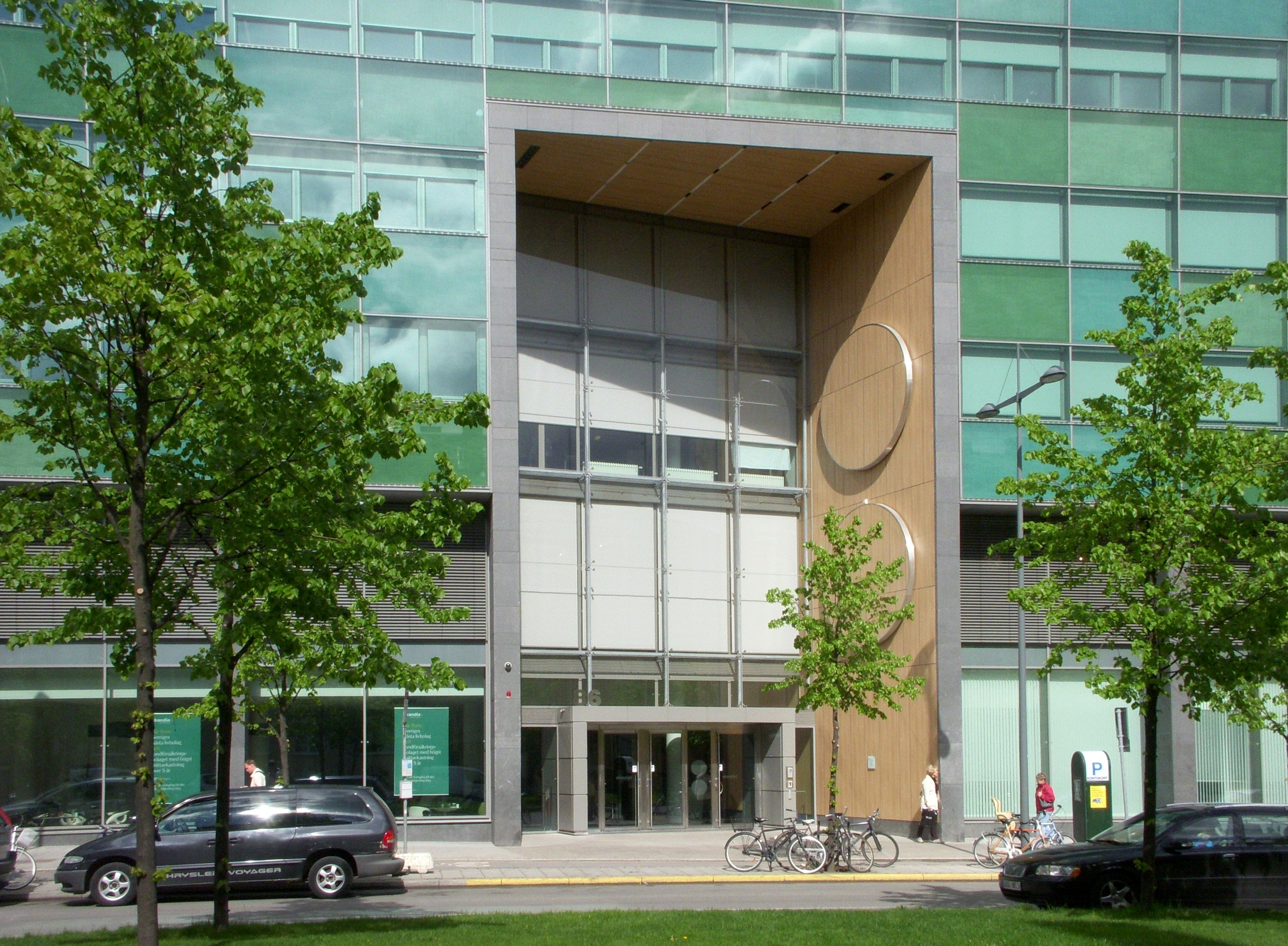
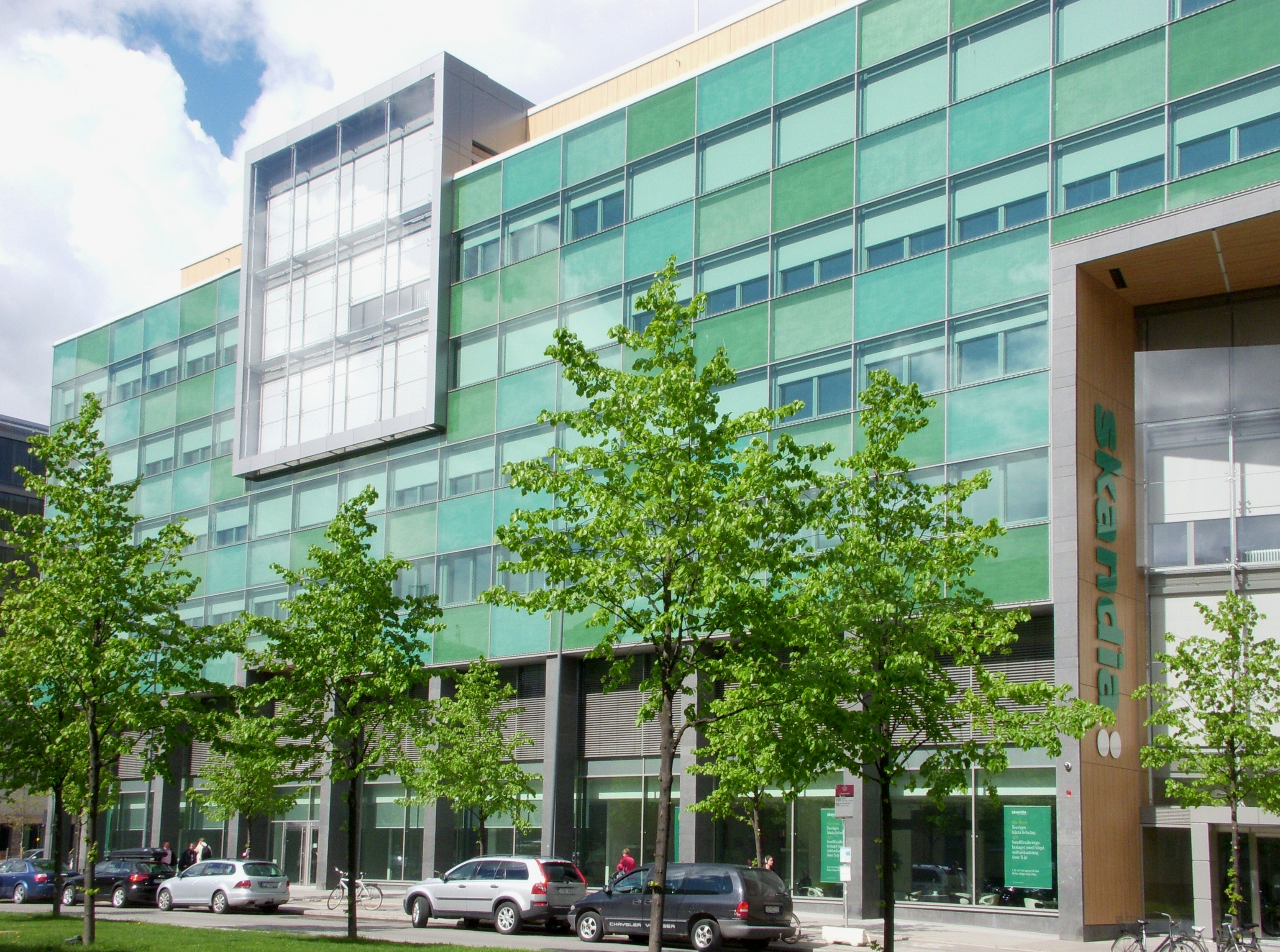